# Лизандра
Лизандра (на старогръцки: Λυσάνδρα, Lysandra, III век пр. Хр.) е дъщеря на Птолемей I Сотер и Евридика I, дъщеря на Антипатър.
Тя се омъжва първо за братовчед си по майчина линия царя на Древна Македония Александър V († 294 г. пр. Хр.), третият син на македонския цар Касандър и Тесалоника Македонска. След неговата смърт тя е омъжена по времето на диадохските войни за братовчед си по майчина линия Агатокъл († 283/282 г. пр. Хр.), най-големият син и наследник на Лизимах и Никея Македонска.
В някои източници тя първо се омъжва за бащата и след това за неговия син.
След екзекуцията на Агатокъл през ок. 283/282 г. пр. Хр. по нареждане на баща му след интригите на Арсиноя II, тя бяга с децата си и полубрат му Александър и привържениците им при Селевк I Никатор.